# Ternaard
Ternaard ist ein Dorf in der Gemeinde Noardeast-Fryslân in der niederländischen Provinz Friesland.
Es liegt im Nordosten der niederländischen Provinz Friesland und befindet sich ungefähr 8 Kilometer nördlich von Dokkum. Das Dorf ist nah am Wattenmeer und hat 1.325 Einwohner. Somit ist es eines der größeren Dörfer der Gemeinde.

## Geschichte
Ab dem 8. Jahrhundert sind viele Namen für Ternaard bekannt. Der erste ist Tunenfurt, wobei nicht ganz klar ist, worauf sich Tunen bezieht. Möglich wäre entweder eine Person oder ein germanischer Gott. Die Bedeutung von furt ist dagegen einfacher zu klären, sie beschreibt eine Warft. Später werden auch die Namen Tunawert, Thunewerd, Tonauwer, Tijnnawerdt, Tennaard und Tonnaard synonym für Ternaard verwendet.
Vor der 1984 in Friesland vollzogenen Gebietsreform gehörte Ternaard zu Westdongeradeel und hatte sein eigenes Gemeindehaus. 1984 wurden schließlich Westdongeradeel mit Oostdongeradeel und Dokkum zur neuen Gemeinde Dongeradeel zusammengelegt. Seit 2019 ist Ternaard Teil von Noardeast-Fryslân.
In Ternaard selbst befinden sich ein Kindergarten, eine Grundschule, eine Hausarztpraxis und ein Altenheim. Außerdem beherbergt es unter anderem einen Billardklub, einen Fußballklub, einen Tennisklub sowie einen Volleyballklub. Busse verbinden Ternaard mit Dokkum und Leeuwarden.
Die Kirche des Ortes stammt aus dem 19. Jahrhundert, und die Einrichtung ist im Stil des 17. Jahrhunderts gehalten. Der letzte Gottesdienst in der Kirche wurde im Oktober 2007 abgehalten. Die Kirchengemeinde Ternaard wurde nämlich mit einer nahe gelegenen Kirchengemeinde zusammengelegt. Die Kirche ist inzwischen verkauft worden.

## Söhne und Töchter des Dorfs
- Wybrand Gerlacus Scheltinga (1677–1718), niederländisch-russischer Konteradmiral